# Ataenius huanus
Ataenius huanus är en skalbaggsart som beskrevs av Zdzisława Stebnicka 2007. Ataenius huanus ingår i släktet Ataenius och familjen Aphodiidae. Inga underarter finns listade.